# Einville-au-Jard
Einville-au-Jard je francouzská obec v departementu Meurthe-et-Moselle v regionu Grand Est. V roce 2013 zde žilo 1 227 obyvatel.

## Geografie
Sousední obce jsou: Bauzemont, Bienville-la-Petite, Bonviller, Deuxville, Maixe, Raville-sur-Sânon, Serres a Valhey.
Přes obec prochází vodní kanál Marna-Rýn a souběžně s ním také protéká řeka Sânon.

## Vývoj počtu obyvatel
Počet obyvatel